# Nass-in-Nass-Technik

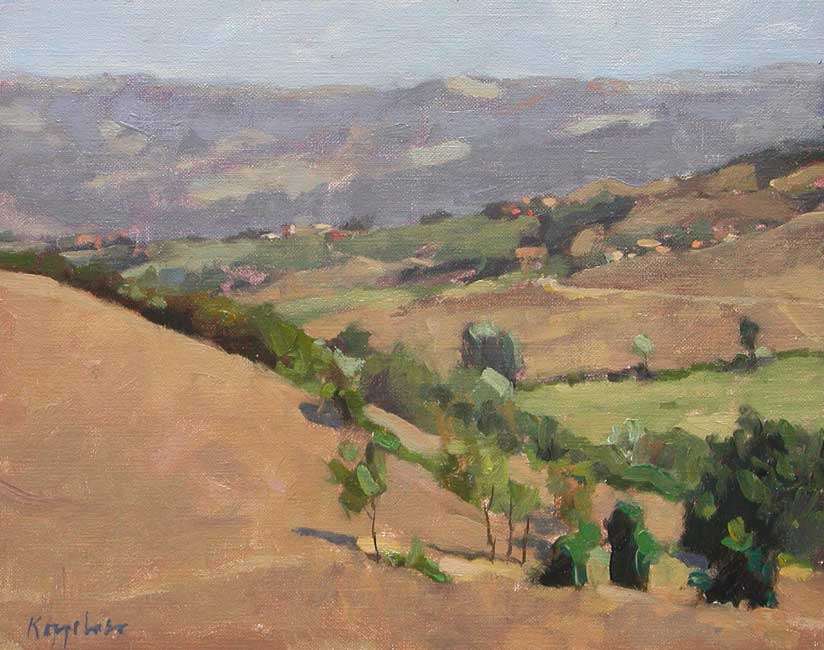
Nass-in-Nass-Malerei von Frans Koppelaar, 2001

Nass-in-Nass-Technik ist eine Maltechnik, bei der in die noch nicht getrocknete Farbe hineingemalt wird. In der früheren Literatur wurde für diese Technik der Terminus technicus „Naß-in-Naß-Malerei“ verwendet.

## Nass-in-Nass-Technik

### Ölfarbe
Für diese Technik sind Farben besser geeignet, die wie Ölfarben langsam trocknen. Bei Ölfarben treten, bedingt durch ihre strenge Konsistenz, Farbverläufe kaum auf. Die Farbmittel sind dabei zumeist nebeneinander gesetzt.
Wichtige Maler, die es in dieser Technik zu Meisterschaft brachten, waren u. a. die Deutschen Lovis Corinth und Julius Exter, der Schwede Anders Zorn, der Slowene Anton Ažbe und mehrere von seinen Schülern, z. B. der Schweizer René Francillon, der Slowene Ivan Grohar, der Russe Alexej Jawlensky, die Serbin Nadežda Petrović oder der Slowene Matej Sternen. 
Die Nass-in-Nass-Technik ist besonders für spontanes, temperamentvolles Arbeiten geeignet. Hierzu empfiehlt Corinth in seinem Lehrbuch „Das Erlernen der Malerei“ die „Naß-in-Naß-Malerei“, weil man in sie „immer wieder hereinmalen und korrigieren“ kann. 
Mit seinem „Selbstbildnis mit Modell“ von 1896 lieferte Zorn für Corinth und Exter Vorbilder für aufschlussreiche eigene Bild-Motive.
Ažbes Pinselmalerei reflektiert die Maltechnik seiner älteren Kollegen und wurde hoch gelobt. Neben seinen pädagogischen Fähigkeiten war er wegen seiner „virtuosen Maltechnik hoch angesehen“. Ihm wurde außerdem nachgesagt, er habe als Realist einen vorzüglichen Sinn für Farben und das Aufflimmern des Lichtes. Auf diese Malweise Ažbes lässt sich Jawlenskys Nachricht beziehen, dass sich die Schüler bemühten, seinen Stil mit den Charakteristika der breiten Bahnen und Schleifen zu kopieren oder in irgendeiner Weise in ihrer eigenen Malerei zu verwenden: „Und das, was wir Neues hörten, versuchten wir in unsere Arbeit zu übertragen.“

### Aquarelle
Aquarelle werden häufig „nass-in-nass“ angelegt, um die für diese Malweise charakteristischen Wirkungen zu erzielen. Beispiele dafür sind besonders viele Bilder von Emil Nolde. und die großformatigen Werke von Armin Hirn. Das typische Ineinanderlaufen ist bei wasserlöslichen Farben unvermeidbar und wird bewusst als Gestaltungsmittel eingesetzt. 
„Die Aquarellmalerei kennzeichnet von jeher eine Lasurtechnik. Dabei schimmert der Grund oder eine darunter liegende Farbe durch die transparente Farbe hindurch.“
Diese Technik mit ihrem charakteristischen Effekt wird in der Maltherapie häufig eingesetzt. Üblicherweise wird dabei das Malpapier mit Wasser bestrichen oder gewässert, um es dann mit Klebeband auf einem Malbrett zu fixieren. In den feucht-nassen Malgrund wird mit dünner fließender Aquarellfarbe gemalt.

### Lackierung
Die Technik wird bei der Lackierung von Fahrzeugen, Flugzeugen oder Teilen davon angewandt. Dabei wird direkt auf die noch nicht ausgetrocknete Schicht eine neue Schicht aufgebracht. Die Technik hat den Vorteil kürzerer Prozesszeiten, da auf lange Zwischenaustrocknungszeiten verzichtet werden kann. Entsprechende Ablüftzeiten sind jedoch einzuhalten.